# شريف (إيوان)
شريف (بالفارسية: شریف) هي قرية تقع في قسم نبوت الريفي (مقاطعة إيوان) في إيران. يقدر عدد سكانها بـ 23 نسمة بحسب إحصاء 2016.